# Atriplex linifolia
Atriplex linifolia är en amarantväxtart som beskrevs av Alexander von Humboldt, Aimé Bonpland och Carl Ludwig von Willdenow. Atriplex linifolia ingår i släktet fetmållor, och familjen amarantväxter. Inga underarter finns listade i Catalogue of Life.